# Święta Wibiana

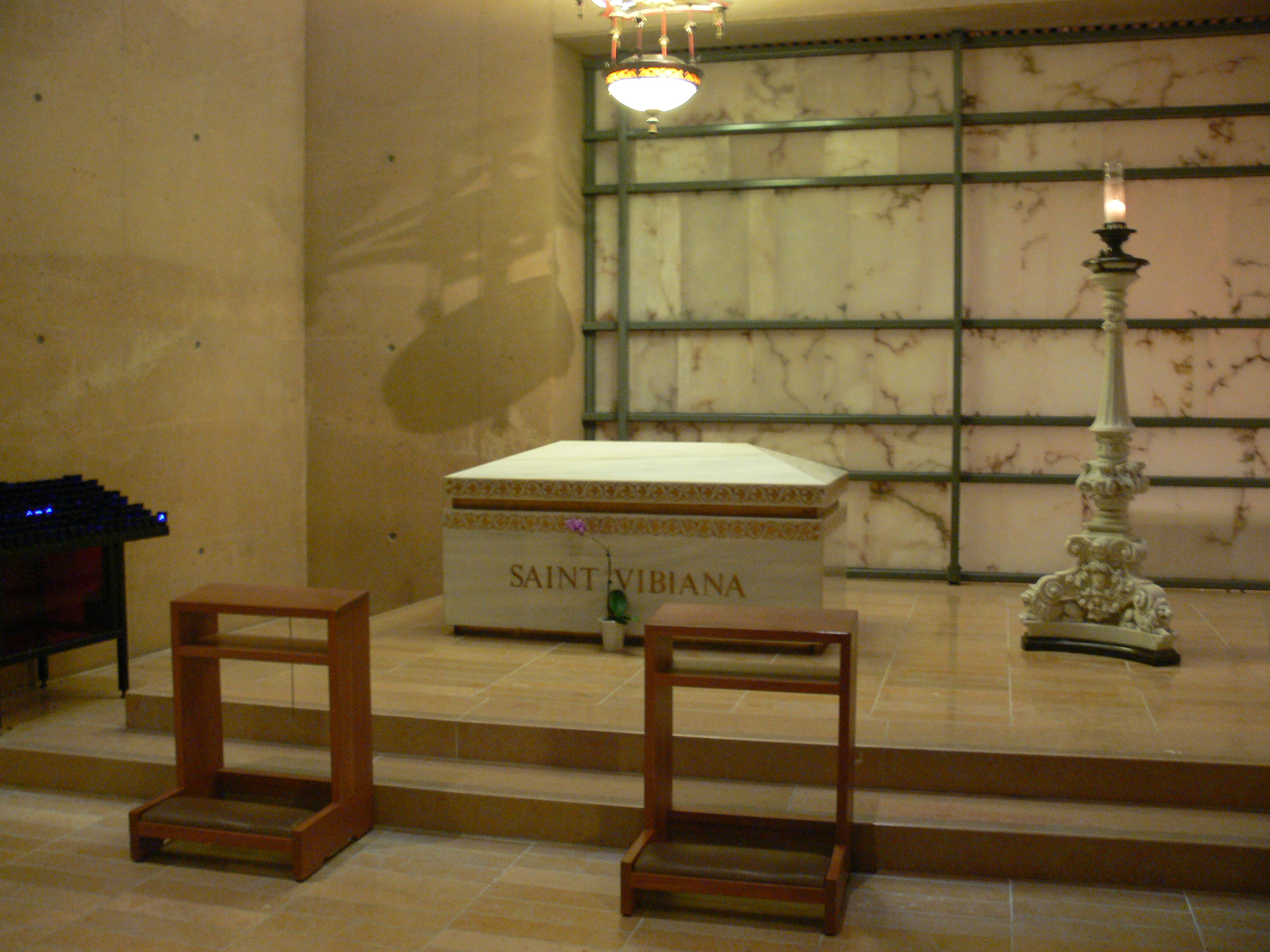
Grób św. Wibiany w katedrze Matki Bożej Anielskiej w Los Angeles

Święta Wibiana (ur. i zm. w III wieku w Rzymie) – święta Kościoła katolickiego, dziewica i męczennica.
Właściwie nic nie wiadomo o jej życiu poza tym, że była chrześcijańską męczennicą i dziewicą.
Grób Wibiany został odnaleziony 9 grudnia 1853 r. w starożytnych katakumbach przy Via Appia. Był ozdobiony marmurową tablicą, na której widniał napis "Duszy niewinnej i czystej Wibiany" oraz wieńcem laurowym. Obok ciała znaleziono flakonik rzekomo zawierający krew.
Święta Wibiana została patronką amerykańskiej archidiecezji Los Angeles, a jej szczątki umieszczono nad głównym ołtarzem w katedrze św. Wibiany w Los Angeles (Cathedral of Saint Vibiana), która była główną świątynią archidiecezji. Po uszkodzeniu kościoła przez trzęsienie ziemi w 1994 r. relikwie świętej przeniesiono w 2002 r. do nowo wybudowanej katedry Matki Bożej Anielskiej, gdzie umieszczono je w mauzoleum.
Wspomnienie św. Wibiany jest obchodzone lokalnie 1 września.
Często jest utożsamiana ze świętą Bibianną (IV w.).